# Олдрич, Честер Харди
Че́стер Ха́рди О́лдрич (англ. Chester Hardy Aldrich; 10 ноября 1862 — 10 марта 1924) — американский адвокат и политик, 16-й губернатор Небраски.

## Биография
Честер Олдрич родился 10 ноября 1862 года в Пьерпонт, округ Аштабьюла, Огайо, в семье Джорджа Олдрича и Софроны Харди. После посещения подготовительной школы Хилсдейлского колледжа в Мичигане, он в 1888 году окончил Университет штата Огайо со степенью бакалавра.
В 1888 году переехал в Улисс, Небраска, где был директором школы и работником на ранчо. Изучал право и в 1890 году был принят в коллегию адвокатов, а год спустя переехал в Дэвид-Сити, где начал адвокатскую практику. Олдрич принимал активное участие в жизни города, был членом городского совета и мэром.
В 1906 году Олдрич был избран в Сенат Небраски, где служил один срок, а в ноябре 1910 года — губернатором штата. Во время его пребывания в должности были приняты комплексная программа развития дорог, законопроект о санитарном здравоохранении, акт о кооперативных ассоциациях и создан Совет штата по контролю за государственными учреждениями.
После неудачной попытки переизбраться на второй срок Олдрич вернулся к адвокатской практике. С 1918 по 1924 год он был членом Верховного суда Небраски. Олдрич был членом методистской епископальной церкви, масоном и тамплиером.
Умер 10 марта 1924 года в Линкольне после продолжительной болезни, и был похоронен на городском кладбище в Улиссе.
С 4 июня 1889 года был женат на Сильвии Стромен, у них было пять детей.